# Dezurbanizace
Dezurbanizace (také desurbanizace, deurbanizace či kontraurbanizace, z angl. counterurbanization) je opak urbanizace, proces, kdy se lidé stěhují z měst na venkov. Dochází k němu ve vyspělých průmyslových zemích a v zemích, kde je již urbanizace v pokročilém stupni. Dezurbanizace je jedním ze znaků přechodu od industriální společnosti ke společnosti postindustriální. Příkladem země, kde je dezurbanizace poměrně rozšířená, jsou Spojené státy americké.
Jako první tento proces popsal roku 1980 americký geograf Brian J. L. Berry ve své práci Urbanization and Counterurbanization in the United States, který viděl dezurbanizaci jako nástupce urbanizace.

## Příčiny
V 60. letech se ve Spojených státech amerických zastavil růst velkých měst a přilehlých metropolitních oblastí a začátkem 70. let začaly tyto regiony ztrácet obyvatele z důvodu migrace. V některých zemích západní Evropy docházelo k podobným procesům, ale v mírnější podobě. Příčin dezurbanizace je řada, mezi ty hlavní patří snazší mobilita a úbytek tradičních průmyslových odvětví, jako těžba uhlí, strojírenství a těžká metalurgie, z prostředí velkých měst, kde se čím dál více koncentrují zaměstnání ze sektoru služeb. To má za následek rychlý úbytek lidí pracujících v průmyslu.
Dezurbanizace nastává jako fenomén hlavně v oblastech bývalé průmyslové důležitosti. Ve Spojených státech je to územní část na severovýchodě země mezi státy Nová Anglie a Illinois, tzv. rezavý pás. Dříve tato oblast byla srdcem amerického průmyslu, ale od 50. let zažívá toto území ekonomický propad a odliv populace. V Evropě hovoříme o bývalých průmyslových regionech jako je Porúří, jižní Belgie, severovýchodní Francie nebo jižní Anglie.

## V Česku
V Česku spíše než k dezurbanizaci, dochází k procesu suburbanizace, kdy se lidé z center měst stěhují do okrajových čtvrtí. Jednou z příčin tohoto fenoménu jsou rostoucí ceny nemovitostí v největších českých městech. Největší nárůst suburbanizace byl zaznamenán v devadesátých letech.

## Ve světě

### Rusko
V bývalém Sovětském Svazu byla ve 20. letech 20. století vypracována řada plánů na rovnoměrné rozmístění obyvatelstva, které byly inspirovány myšlenkami Karla Marxe a Friedricha Engelse. Hlavním cílem těchto plánů byla decentralizace a podpora rozvoje středních měst. S nástupem industrializace v Sovětském Svazu ve 30. letech minulého století byly tyto plány neuskutečněny.
Po rozpadu Sovětského Svazu se mnoho obyvatel začalo stěhovat z měst na venkov. Tento trend byl způsobem prudkého zhoršení ekonomické a politické situace. Pro obyvatele bylo jednodušší získat bydlení na venkově, ačkoliv s prací a příjmy venkov zaostával za městy. Při silném poklesu cen a zvýšené kriminalitě faktor útočiště často převažoval nad ostatními. V polovině 90. let se ukázalo, že je jednodušší si vydělat peníze ve městě a to vedlo k migraci obyvatel do měst. Od počátku 21. století dochází k velmi rychlému poklesu venkovské populace s obnovením předchozích migračních trendů z vesnice do města.

### Londýn
V Londýně dochází k vylidňování celých metropolitních oblastí a zároveň rostou počty obyvatel ve vnějších periferních zónách.

### USA
Po celé Americe dochází k procesu dezurbanizace. Lidé se stěhují z velkých měst do menších především kvůli pracovním místům, daňovým sazbám a vysokým životním nákladům, které souvisí s životem ve velkých městech.

## Důsledky
Dezurbanizace je nejčastější příčinou vzniku vážné městské krize. Tento proces lze pozorovat při neustálém snižování tempa růstu městské populace, v jehož důsledku je město i předměstská oblast vylidněna.
Ve venkovských oblastech existuje proces urbanizace v sociálním smyslu – městský životní styl je stále více populární, především mezi ekonomicky mladším obyvatelstvem, a vyžaduje vznik a rozvoj nových typů služeb, což vede k procesu územní urbanizace.